# Amanda Holden (scrittrice)
Amanda Juliet Holden, nata Amanda Juliet Warren (Londra, 19 gennaio 1948 – 9 settembre 2021), è stata una musicista, librettista e traduttrice britannica.

## Biografia

### Educazione
La Holden era figlia di Sir Brian Warren e Dame Josephine Barnes, DBE. Studiò alla Benenden School, Lady Margaret Hall, Oxford (dove conseguì un Master of Arts), la Guildhall School of Music and Drama e l'American University, Washington (MA). Prese una laurea anche presso la Royal Academy of Music (ARCM e LRAM).

### Librettista
Tradusse il libretto del Don Giovanni per Jonathan Miller nel 1985. I suoi libretti includono Bliss, per Brett Dean e The Silver Tassie, per il quale è stata vincitrice, insieme al compositore Mark-Anthony Turnage, dell'Outstanding Achievement in Opera Laurence Olivier Award nel 2001. Ha realizzato una "traduzione molto acclamata" della Madama Butterfly di Puccini per la produzione di David Freeman alla Royal Albert Hall nel 2011. La holder preparò inoltre la narrazione "di bravura" per un'esecuzione da concerto dell'opera Il franco cacciatore presentata dalla London Symphony Orchestra al Barbican Centre, Londra, nell'aprile 2012.

### Pubblicazioni
Le pubblicazioni della Holden includono contributi a The Mozart Compendium nel 1990, al New Penguin Opera Guide nel 2001 ed al  Penguin Concise Guide to Opera nel 2005. James Oestreich, scrivendo sul New York Times, descrisse la New Penguin Opera Guide come una "fonte preziosa" e "il più impressionante" 
Molte delle sue traduzioni d'opera sono state commissionate dalla English National Opera. The Age paragonò la collaborazione della Holden con il compositore Brett Dean in una "collaborazione a distanza" alle "grandi collaborazioni compositore-librettista" di "Mozart e da Ponte, o Richard Strauss e Hugo von Hofmannsthal" che "non avevano email o aerei a reazione". Il critico Bernard Holland, scrivendo sul New York Times di Gloria: A Pigtale di H. K. Gruber, disse che pensava che fosse pesante ma "salvato dall'intelligente versione inglese di Amanda Holden".

### Radio
La Holden prese parte a Inspired Minds di Deutsche Welle dove raccontrò la propria esperienza di librettista d'opera.

### Vita privata
Sposò Anthony Holden nel 1971. La coppia ebbe tre figli e divorziò nel 1988.